# Грос-Розенбург
Грос-Розенбург (нем. Groß Rosenburg) — деревня в Германии, в земле Саксония-Анхальт. Входит в состав города Барби района Зальцланд.
Население составляет 1756 человек (на 31 декабря 2006 года). Занимает площадь 25,91 км².
Предположительно, населённый пункт возник как славянское поселение. Впервые упоминается в 839 году как Розбург.
До 31 декабря 2009 года Грос-Розенбург имел статус общины (коммуны). 1 января 2010 года вместе с рядом других населённых пунктов вошёл в состав города Барби.

## Достопримечательности
- Церковь Грос-Розенбург